# Cake design

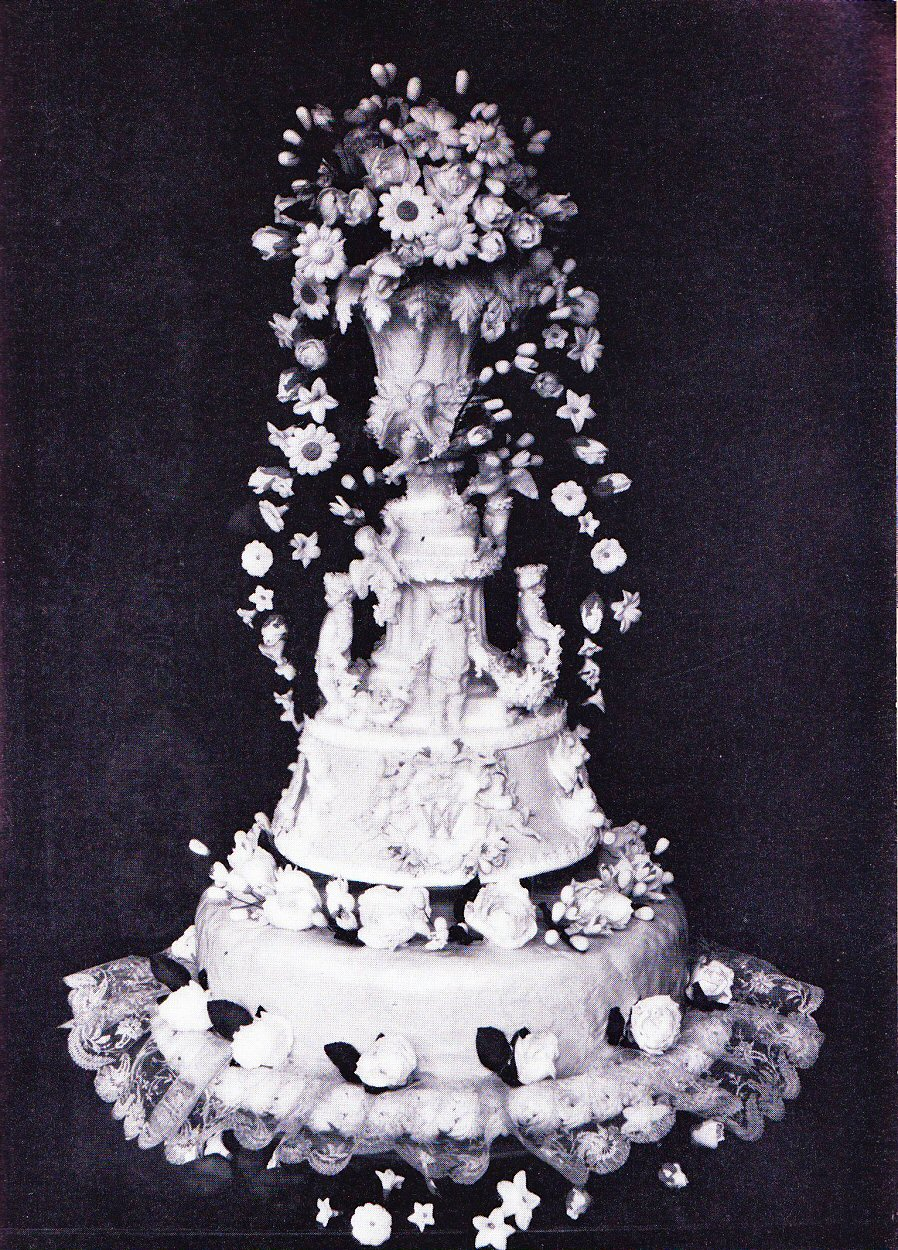
Gâteau de mariage réalisé en 1901 par Willem Berkhoff.

Le cake design ou cake decorating (littéralement « décoration de gâteaux ») est un art culinaire consistant à créer des gâteaux d'exception représentant un lieu, un objet, une occasion particulière comme un mariage, un baptême, un anniversaire, l'obtention d'un diplôme ou bien encore promouvoir des occasions commerciales. Les gâteaux sont moulés, sculptés et décorés avec du fondant, de la pâte à sucre et du glaçage.

## Histoire
Le cake design est né au XVIIe siècle en Europe. Une recette de pâte à sucre apparait dans le Traité des Fardements et Confitures de 1555 de Michel de Notre Dame. Elle est alors fabriquée à partir de sucre et de gomme adragante adoucie à l’eau. Elle est utilisée pour réaliser de grandes sculptures comestibles lors des fêtes. À cette époque le sucre était une denrée de luxe qui manifestait la richesse et la puissance de ceux qui l'utilisaient.
Au cours des XVIe et XVIIe siècles la pâte à sucre était très appréciée pour ses propriétés élastiques et sa texture semblable à la porcelaine une fois séchée à l'air libre. La pâte à sucre était donc moulée puis séchée dans la vaisselle afin d'en faire une vaisselle comestible plus mince et plus blanche que la poterie de l'époque. Les confiseurs l'utilisaient également pour réaliser des oiseaux et des fruits pour décorer les tables lors de fêtes.
Au milieu du XVIIe siècle les pâtissiers français créaient de grandes pièces montées de gâteaux avec des décors de fleurs et des sculptures en pâte à sucre. Ces gâteaux servaient principalement de décorations au centre des tables de banquets des riches aristocrates. Cet art culinaire était un signe de richesse et d'art de vivre. Certaines de ces pièces montées étaient tellement grandes qu'il fallait parfois modifier les portes pour faire entrer le gâteau dans la salle de réception. Cette hauteur décadente provoquait parfois l'effondrement du gâteau.
C’est au pâtissier Marie-Antoine Carême plus précisément que l’on doit ce savoir-faire. Surnommé « le roi des chefs et le chef des rois », il a su devenir rapidement un expert dans son domaine. Il est aussi le premier à porter le célèbre titre, si convoité de « chef » à renommée internationale.
Si les premiers gâteaux de mariage recouvert de glaçage apparaissent en Angleterre au XVIIe siècle,, c'est à partir de 1840, avec le gâteau de mariage de la reine Victoria, qu'apparait la dénomination de glaçage royal. Le London Times décrit la somptuosité de la décoration en détail : « Au deuxième niveau, soutenu par deux piédestaux, une sculpture de Britannia contemplait le couple royal au moment où il échangeait ses vœux, tandis qu'à leurs pieds étaient assis un chien, symbole de fidélité, et deux tourterelles, symbole de pureté et d'innocence. Il y avait également plusieurs cupidons sculptés, dont un qui écrivait joyeusement la date du mariage sur une tablette. »
L'un des plus fastueux gâteaux de l'ère victorienne fut celui de la princesse Louise, fille de la reine Victoria, pour son mariage en 1871. Ce gâteau mesurait plus d'1,50 m et pesait 100 kg. La même année, le four à thermostat fut inventé. La création de gâteaux devint plus facile et plus populaire. C'est en 1888 que fut inventée la pâte à sucre telle qu'on la connaît. La pâtisserie s’est alors démocratisée, les matières premières comme le sucre principalement, sont devenues plus accessibles et la pâtisserie beaucoup plus facile à réaliser.
Aux États-Unis, en 1929, les frères Wilton inventent la méthode Wilton, et proposent des cours de cake decorating avec des techniques de travail de la glace royale et de la pâte à sucre. La tradition de décoration de gâteaux perdura dans les pays anglophones et les techniques se perfectionnèrent, rendant possible la création de gâteaux mieux élaborés.
En France, le cake design disparut au XIXe siècle, au profit des gâteaux décorés en pâte d'amande, en glace royale et en sucre tiré[réf. nécessaire]. Mais, le cake design connaît un nouvel essor depuis 2007[réf. nécessaire].

## Galerie

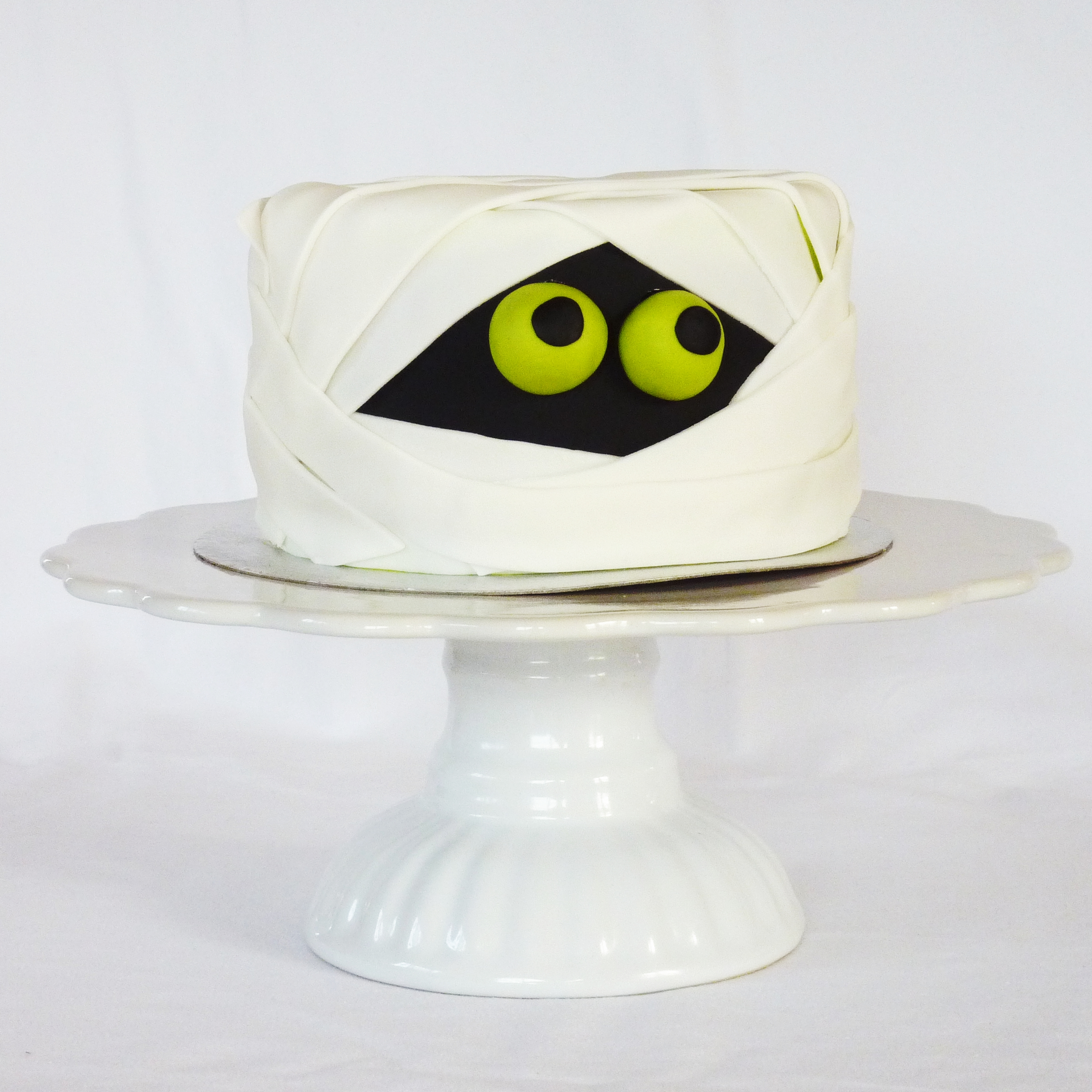
Gâteau en forme de momie, sur le thème d'Halloween.
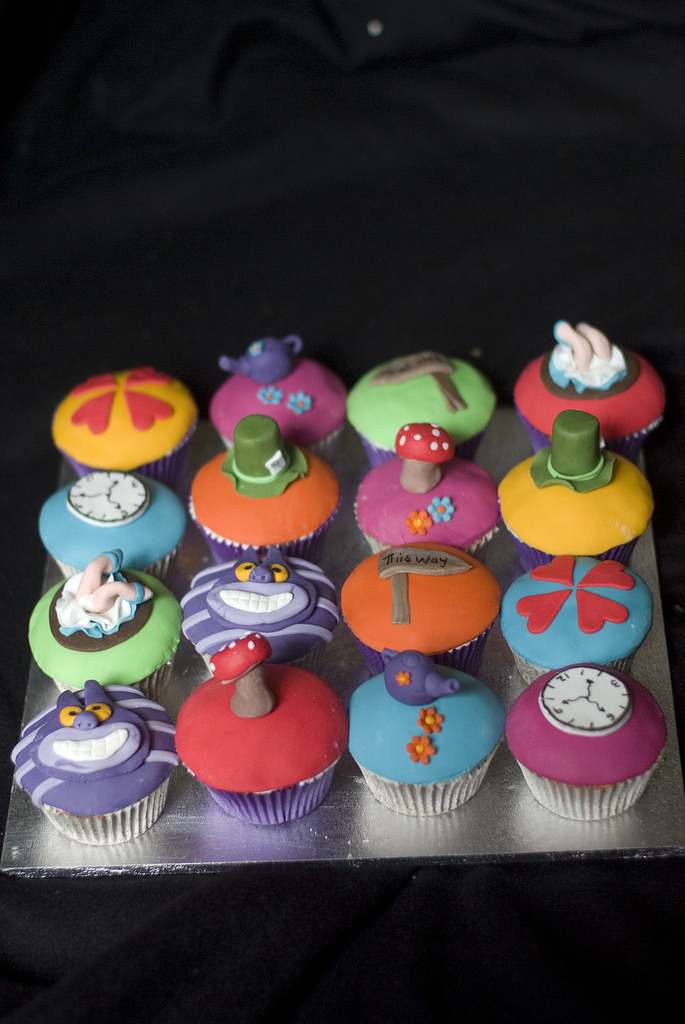
Cupcakes sur le thème d'Alice au pays des merveilles.
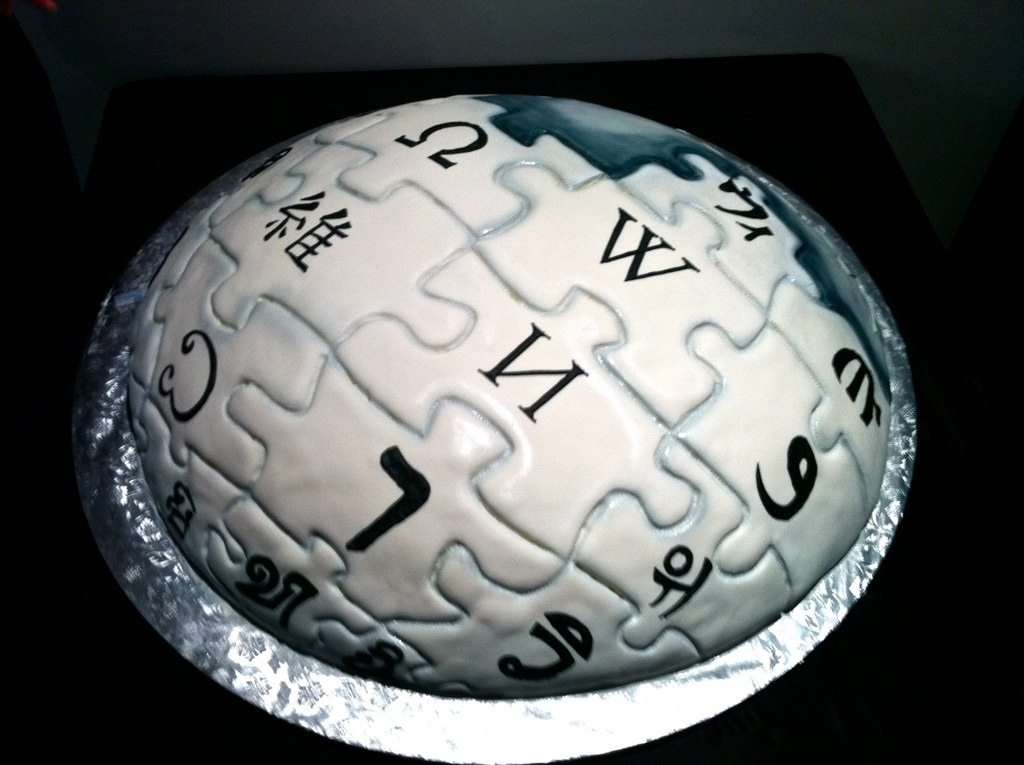
Gâteau des 10 ans de Wikipédia.
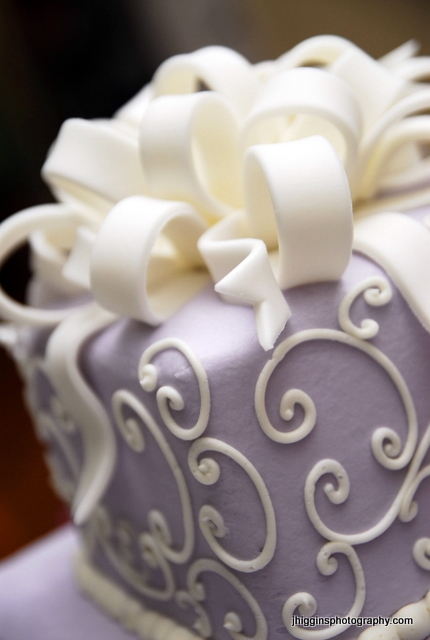
Gâteau en forme de cadeau.
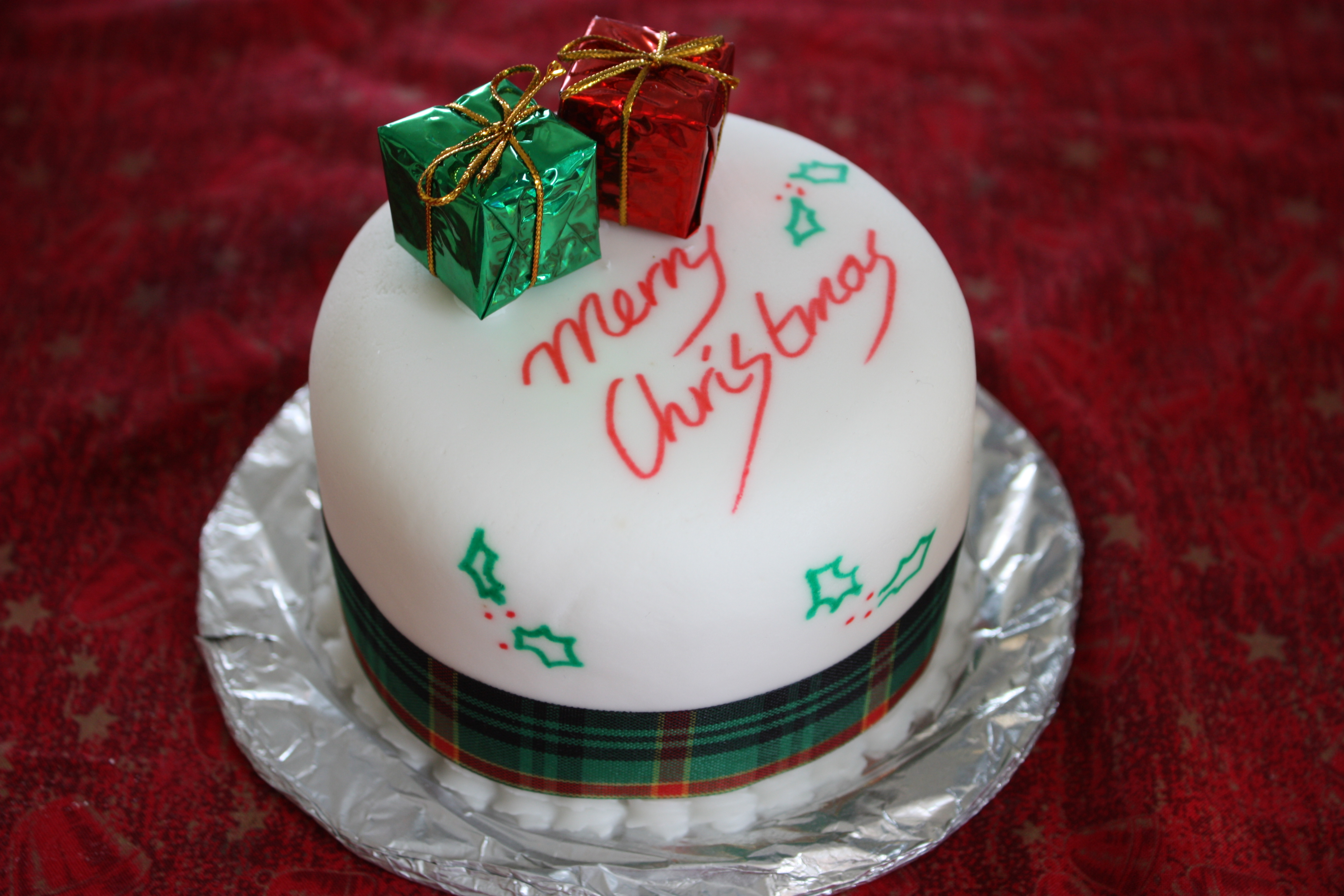
Gâteau de Noël.